# Парк Гастелло (Уфа)
Парк имени Николая Гастелло — заброшенный более 20 лет парк в Черниковке Калининского района города Уфы, возле стадиона имени Н. Ф. Гастелло и остановочного пункта Спортивная.

## Описание
В парке, площадью 6,5 га (вместо с озеленённой территорией стадиона — 14,2 га), находится огороженное заболоченное озеро круглой формы с разрушенным фонтаном в центре.
В парке преобладают лиственные породы деревьев: ясень обыкновенный, берёза повислая, тополь бальзамический, а также встречаются в незначительном количестве черёмуха обыкновенная, яблоня и клён ясенелистный; из хвойных — ель сибирская и лиственница сибирская. На 2003 год почва парка сильно загрязнена тяжёлыми металлами и органическими соединениями.

## История
Заложен в 1930-е годы (вместе со стадионом) как парк Моторного завода (ныне — Уфимское моторостроительное производственное объединение) рабочего посёлка Черниковки. В 1947 году парку и стадиону присвоено имя лётчика Николая Гастелло.
До 1984 года в парке возле озера стоял памятник Ленину, напротив которого находился памятник Калинину (позднее перенесён в парк Калинина). Действовали летний кинотеатр «Звёздочка» и танцплощадка.
В 2000-х годах спилены ивы и тополя вокруг озера.
С 2014 года парк подлежит реконструкции — инвестором выступало УМПО, а парк должен был быть отремонтирован до 1 декабря 2015 года: первоначально, проект не предусматривал восстановление озера с фонтаном.
В перечне разработки проектной документации и благоустройства общественных пространств на 2020–2024 годы (к юбилею города Уфы в 2024 году) не значится.
Ранее находился в ведении Уфимского моторостроительного производственного объединения, который занимался благоустройством парка и очисткой озера — предприятие решило передать «непрофильный актив» Министерству спорта Республики Башкортостан.